# Kim Sei-young
Kim Sei-young (hangŭl: 김세영) (Seul, 21 gennaio 1994) è una golfista sudcoreana, attiva principalmente nel LPGA Tour e LPGA of Korea Tour.
In carriera vanta cinque vittorie al LPGA Tour ed al LPGA of Korea Tour.

## Carriera
Prende parte al torneo di golf femminile dei Giochi olimpici di Rio de Janeiro 2016, disputatosi dal 17 al 20 agosto presso il campo da golf della Reserva de Marapendi, nella zona Barra da Tijuca.

## Professionali vittorie (17)

### LPGA Tour vittorie (12)
| Legenda              |
| Campionati Major (1) |
| Altri LPGA Tour (11) |

| No. | Data             | Torneo                              | Punteggio di vittoria | Par      | Margine  | Secondo/i                           |
| --- | ---------------- | ----------------------------------- | --------------------- | -------- | -------- | ----------------------------------- |
| 1   | 8 febbraio 2015  | Pure Silk-Bahamas LPGA Classic      | 70-68-72-68=278       | −14      | Playoff  | Ariya Jutanugarn Sun-Young Yoo      |
| 2   | 18 aprile 2015   | LPGA Lotte Championship             | 67-67-70-73=277       | −11      | Playoff  | Inbee Park                          |
| 3   | 1 novembre 2015  | Blue Bay LPGA                       | 70-72-74-70=286       | −2       | 1 colpo  | Kim Kaufman Candie Kung Stacy Lewis |
| 4   | 20 marzo 2016    | JTBC Founders Cup                   | 63-66-70-62=261       | −27      | 5 colpi  | Lydia Ko                            |
| 5   | 19 giugno 2016   | Meijer LPGA Classic                 | 65-69-65-68=267       | −17      | Playoff  | Carlota Ciganda                     |
| 6   | 7 maggio 2017    | Citibanamex Lorena Ochoa Match Play | 1 in più              | 1 in più | 1 in più | Ariya Jutanugarn                    |
| 7   | 8 luglio 2018    | Thornberry Creek LPGA Classic       | 63-65-64-65=257       | −31      | 9 colpi  | Carlota Ciganda                     |
| 8   | 5 maggio 2019    | LPGA Mediheal Championship          | 72-66-68-75=281       | −7       | Playoff  | Bronte Law Lee Jeong-eun            |
| 9   | 14 luglio 2019   | Marathon Classic                    | 67-64-66-65=262       | −22      | 2 colpi  | Lexi Thompson                       |
| 10  | 24 novembre 2019 | CME Group Tour Championship         | 65-67-68-70=270       | −18      | 1 colpo  | Charley Hull                        |
| 11  | 11 ottobre 2020  | KPMG Women's PGA Championship       | 71-65-67-63=266       | −14      | 5 colpi  | Inbee Park                          |
| 12  | 22 novembre 2020 | Pelican Women's Championship        | 67-65-64-70=266       | −14      | 3 colpi  | Ally McDonald                       |

LPGA Tour playoff record (4–1)
| No. | Anno | Torneo                         | Sfidante/i                         | Risultato                                            |
| --- | ---- | ------------------------------ | ---------------------------------- | ---------------------------------------------------- |
| 1   | 2015 | Pure Silk-Bahamas LPGA Classic | Ariya Jutanugarn Sun-Young Yoo     | Vinto col tiro birdie alla prima buca extra          |
| 2   | 2015 | LPGA Lotte Championship        | Inbee Park                         | Vinto col tiro eagle alla prima buca extra           |
| 3   | 2016 | Meijer LPGA Classic            | Carlota Ciganda                    | Vinto col tiro birdie alla prima buca extra          |
| 4   | 2019 | LPGA Mediheal Championship     | Bronte Law Lee Jeong-eun           | Vinto col tiro birdie alla prima buca extra          |
| 5   | 2021 | Pelican Women's Championship   | Lexi Thompson Lydia Ko Nelly Korda | Korda ha vinto col tiro birdie alla prima buca extra |

### LPGA of Korea Tour vittorie (5)
| No. | Data              | Torneo                                            | Punteggio di vittoria | Par | Margine | Secondo/i                             |
| --- | ----------------- | ------------------------------------------------- | --------------------- | --- | ------- | ------------------------------------- |
| 1   | 14 aprile 2013    | Lotte Mart Women's Open                           | 78-70-71-68=287       | −1  | 2 colpi | Jang Su-yeon Lee Jeong-eun Jang Ha-na |
| 2   | 8 settembre 2013  | Hanwha Finance Classic                            | 71-72-72-68=283       | −5  | Playoff | Ryu So-yeon                           |
| 3   | 15 settembre 2013 | MetLife-Hankyung KLPGA Championship               | 69-69-71-70=279       | −9  | 1 colpo | An Song-yi Chun In-gee                |
| 4   | 18 maggio 2014    | Woori Investment & Securities Ladies Championship | 64-73-69=206          | -10 | Playoff | Heo Yoon-kyung                        |
| 5   | 24 agosto 2014    | MBN Ladies Open with ONOFF                        | 65-71-67=203          | −13 | 2 colpi | Kang Ye-rin                           |

## Tornei Major

### Vittorie (1)
| Anno | Campionato               | 54 buche      | Punteggio di vittoria | Margine | Seconda    |
| ---- | ------------------------ | ------------- | --------------------- | ------- | ---------- |
| 2020 | Women's PGA Championship | 2 tiri avanti | −14 (71-65-67-63=266) | 5 colpi | Inbee Park |